# Lanfeust von Troy
Lanfeust von Troy (franz. Lanfeust de Troy) ist eine französische Comicserie von Christophe Arleston und Didier Tarquin, mit der sie 1994 die Grundlage für die erfolgreichen Serien um die Abenteuer des jungen Lanfeust und seiner Freunde in der magischen Welt Troy legten. Die Serie erschien in insgesamt acht Bänden, in Deutschland beim Carlsen Verlag bzw. 2018 neu aufgelegt bei Splitter. Die seit 2000 abgeschlossene Geschichte findet ihre Fortsetzung in zwei weiteren Serien: Lanfeust der Sterne (Lanfeust des Étoiles) und Lanfeust Odyssee (Lanfeust Odyssey).

## Handlung
Die Serie erzählt vom jungen Lanfeust, der Metall zum Schmelzen bringen kann und folgerichtig beim örtlichen Schmied in die Lehre geht. Dort soll er eines Tages die gebrochene Klinge eines Schwertes reparieren, das dem aufgeblasenen Ritter Blaugold gehört. Als er den Elfenbeingriff der Waffe berührt, schleudert ein Energiestoß ihn in den Schmelztiegel – er überlebt jedoch unverletzt. Der Weise Nicolas, Vater von Lanfeusts Verlobter, erkennt in ihm einen jener wenigen, die die Wahre Macht des Magohamoth einzusetzen verstehen, einem mächtigen Fabelwesen, das für die magischen Kräfte überall auf Troy verantwortlich sein soll. Das Elfenbein muss also ein Teil von dessen Körper sein. Lanfeust und Nicolas machen sich mit dessen Töchtern C'ian und Cixi und dem Troll Hebus auf, das Magohamoth zu finden...

## Charaktere
Lanfeust
Lanfeust ist ein junger Mann aus dem Dorf Glinin mit der angeborenen Fähigkeit, per Gedankenkraft Metall zu schmelzen, der als Lehrling beim örtlichen Schmied arbeitet. Er ist mit C'ian, der älteren Tochter des Weisen Nicolas, verlobt, während deren jüngere Schwester Cixi ihn vor allem dauernd ärgert. Nach einem ersten Kontakt mit dem Griff des Schwertes von Ritter Blaugold erwacht in ihm die Macht des Magohamoth, worauf er sich mit Nicolas auf die Suche nach dem Ritter und seinem Schwert macht. Er lernt den Troll Hebus kennen, der sich bald zu einem guten Freund entwickelt.
Nach den ersten Treffen mit dem Piraten Thanos entwickelt dieser sich mehr und mehr zu Lanfeusts Erzfeind: die beiden Männer sind die einzigen, die die Wahre Macht des Magohamoth zu nutzen verstehen und geraten immer wieder aneinander. Die Verlobung mit C'ian erweist sich während dieser Abenteuer als verfrüht, er stellt fest, dass Cixi ihm viel ähnlicher ist. Nachdem Lanfeust schließlich das Schwert der Blaugolds und später das Magohamoth selbst findet, wird er praktisch allmächtig.
C'ian
Die ebenso bodenständige wie romantische ältere Tochter von Meister Nicolas ist mit Lanfeust verlobt und begleitet ihn mit ihrem Vater und ihrer wilden Schwester Cixi auf die Suche nach dem Schwert der Blaugolds. Dabei stellt die hübsche Blondine zusehends fest, dass sie sich mit einigen Eigenschaften ihres Verlobten nicht anfreunden kann – und dass dieser ihrer Schwester nicht so abgeneigt ist, wie er vorgibt.
Nach einigen Erlebnissen, bei denen der Ritter Blaugold wiederholt seine Liebe für sie ausgedrückt hat, löst C'ian schließlich die Verlobung mit Lanfeust und heiratet den Adligen. C'ians Fähigkeit ist die Heilung, aber immer erst nach Sonnenuntergang.
Cixi
Als jüngere Tochter von Nicolas ist die schwarzhaarige Cixi viel wilder als ihre Schwester C'ian. Ihre Fähigkeit – die Manipulation von Wasser – setzt sie bevorzugt ein, um andere, mit Vorliebe Lanfeust, zu ärgern und in Schwierigkeiten zu bringen. In Wirklichkeit ist sie jedoch in ihn verliebt und neidet ihrer Schwester die Verlobung mit ihm. Sie schmollt jedoch nicht, sondern versucht aktiv, ihn ihr auszuspannen. Als ihr Vater sie zurechtweist, verlässt sie die Gruppe und wendet sich Thanos zu.
Eine Weile steht sie an der Seite des Diktators, aber schließlich erkennt sie ihren Fehler und hilft, ihn zu besiegen. Am Ende bekommt sie dann auch ihren Traumprinzen...
Meister Nicolas
Nicolas, Vater von C'ian und Cixi, ist ein Weiser von Eckmül. Er erkennt in Lanfeusts Reaktion auf das Schwert der Blaugolds die Wahre Macht des Magohamoth und macht sich mit ihm und seinen Töchtern auf die Suche nach Ritter Blaugold. Später verzaubert er Hebus und führt die Gefährten nach Eckmül.
Nach dem Sieg über Thanos wird Nicolas der neue Hochehrwürdige von Eckmül und leitet den Wiederaufbau des Konservatoriums.
Hebus
Der wilde Troll Hebus will Lanfeust und seine Freunde zum Abendessen verspeisen, aber Meister Nicolas kann ihn verzaubern, nachdem Cixi ihn durch einen Gefrierzauber in einem flachen Gewässer vorübergehend stoppen konnte. Fortan hilft er den Freunden auf ihren Abenteuern und entwickelt sich mit der Zeit zu einem echten Freund. Ab und zu, vor allem nach dem übermäßigen – also in Fässern gemessenen – Genuss von Alkohol, kehrt jedoch seine wilde Trollseite zurück. Fängt er dann einen Streit an, artet dies schnell in eine brutale Prügelei aus, bei der die meisten beteiligten (Außer Hebus natürlich) sterben, oder mit etlichen Wunden und Knochenbrüchen davonkommen – trotz seiner rauen, wenn auch lustigen Art ist Hebus in diesem Zustand eine grausame, blutrünstige Bestie. Er besitzt, abgesehen von seiner enormen Muskelkraft und seiner Vorliebe für Drachenplazenta, keine spezielle (magische) Kraft.
Thanos
Der mit der Fähigkeit zur Teleportation ausgestattete Thanos war einst die größte Hoffnung Eckmüls; der erste Mensch überhaupt, der die Wahre Macht des Magohamoth zu nutzen verstand. Er war jedoch machthungrig und rücksichtslos und wurde von den Weisen verbannt – als Pirat trieb er auf See sein Unwesen, während er in der Maske des Lord Averroe Feldzüge gegen die anderen Adelshäuser in den Baronien führt.
Nach der Begegnung mit Lanfeust wird Thanos immer offensiver, aber nachdem Lanfeust ihn in den Baronien besiegt, ist er vorerst geschlagen. Durch einen Trick macht er sich jedoch das Schwert von Graf Blaugold zu eigen und übernimmt die Macht in Eckmül. Als brutaler Diktator mit Cixi an seiner Seite quält und unterdrückt er das Volk und tötet sogar seinen eigenen Bruder, der sich gegen ihn gestellt hatte. Letztendlich kann Lanfeust, vom Magohamoth allmächtig gemacht, ihn mit Hilfe von Cixi und Hebus niederringen. Danach schmort Thanos in einer Magie-isolierten Zelle unter dem Konservatorium.
Ritter Blaugold
Der Sohn des Grafen Blaugold ist sehr groß, wenn es um die Schilderung seiner Heldentaten geht, doch obwohl er meist mit Eifer und Mut bei der Sache ist, sind seine Kämpfe in der Praxis meist nicht sehr erfolgreich. Die Liebe zu C'ian treibt ihn jedoch immer wieder voran, bis er schließlich im Kampf um Eckmül seinen Mut beweisen und seine Liebste für sich gewinnen kann.

## Einzelbände
In Deutschland erschien die Serie zuerst von 1995 bis 1999 bei Splitter (Bände 1–6), dann ab 2001 im Carlsen Verlag und 2018 im neuen Splitter Verlag. Die Übersetzung von Tanja Krämling wurde für die Neuausgaben jeweils durchgesehen und leicht überarbeitet. Die Titel beziehen sich auf die Splitter-Neuausgabe.
Die drei Bände der ab 2009 erschienenen Spin-off-Serie Cixi de Troy wurden beim Carlsen-Verlag als Band 9–11 von Lanfeust von Troy veröffentlicht. Später wurden sie von Splitter als eigenständige Serie wiederveröffentlicht.
| Band | Französischer Titel                 | Text                | Zeichnung      | Jahr | Deutscher Titel              | Jahr |
| ---- | ----------------------------------- | ------------------- | -------------- | ---- | ---------------------------- | ---- |
| 1    | L'Ivoire du Magohamoth              | Christophe Arleston | Didier Tarquin | 1994 | Das Elfenbein des Magohamoth |      |
| 2    | Thanos l'Incongru                   | Christophe Arleston | Didier Tarquin | 1995 | Thanos der Rebell            |      |
| 3    | Castel Or-Azur                      | Christophe Arleston | Didier Tarquin | 1996 | Schloss Blaugold             |      |
| 4    | Le Paladin d'Eckmül                 | Christophe Arleston | Didier Tarquin | 1996 | Der Paladin von Eckmül       |      |
| 5    | Le Frisson de l'Haruspice           | Christophe Arleston | Didier Tarquin | 1997 | Die Angst des Haruspex       |      |
| 6    | Cixi Impératrice                    | Christophe Arleston | Didier Tarquin | 1998 | Herrscherin Cixi             |      |
| 7    | Les Pétaures Se Cachent pour Mourir | Christophe Arleston | Didier Tarquin | 1999 | Petauren sterben heimlich    |      |
| 8    | La Bête Fabuleuse                   | Christophe Arleston | Didier Tarquin | 2000 | Das Fabelwesen               |      |
| 9    | La Forêt noiseuse                   | Christophe Arleston | Didier Tarquin | 2021 | Der widerspenstige Wald      | 2022 |